# Post Lake (Wisconsin)
Post Lake es un lugar designado por el censo ubicado en el condado de Langlade en el estado estadounidense de Wisconsin. En el Censo de 2010 tenía una población de 374 habitantes y una densidad poblacional de 16,27 personas por km².

## Geografía
Post Lake se encuentra ubicado en las coordenadas 45°25′46″N 89°5′24″O / 45.42944, -89.09000. Según la Oficina del Censo de los Estados Unidos, Post Lake tiene una superficie total de 22.98 km², de la cual 18.67 km² corresponden a tierra firme y (18.77%) 4.31 km² es agua.

## Demografía
Según el censo de 2010, había 374 personas residiendo en Post Lake. La densidad de población era de 16,27 hab./km². De los 374 habitantes, Post Lake estaba compuesto por el 97.06% blancos, el 0% eran afroamericanos, el 1.34% eran amerindios, el 0% eran asiáticos, el 0% eran isleños del Pacífico, el 0.53% eran de otras razas y el 1.07% pertenecían a dos o más razas. Del total de la población el 0% eran hispanos o latinos de cualquier raza.